# Buková, Plzeň-jih
Buková là một làng thuộc huyện Plzeň-jih, vùng Plzeňský, Cộng hòa Séc.

## Tập ảnh

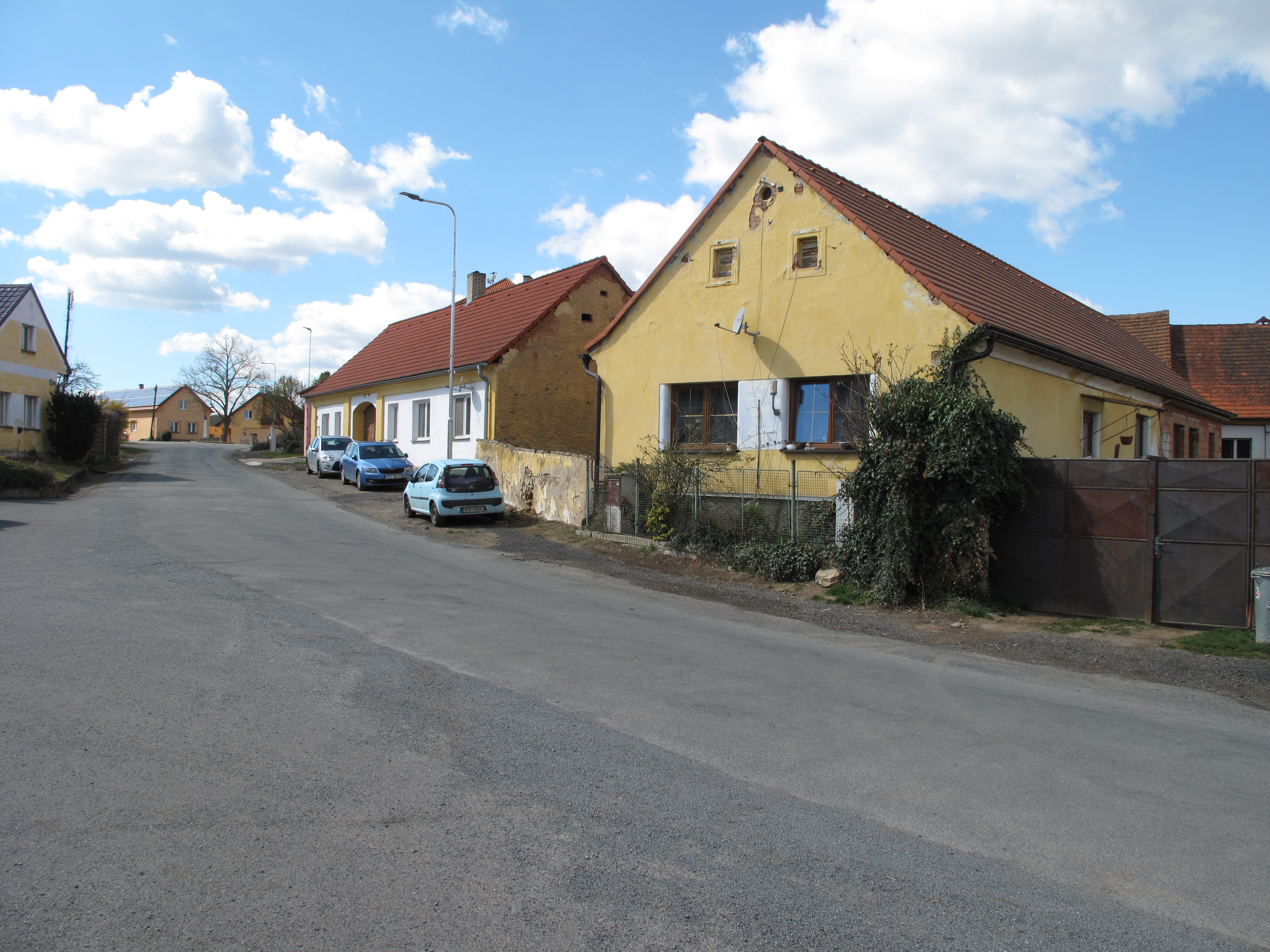
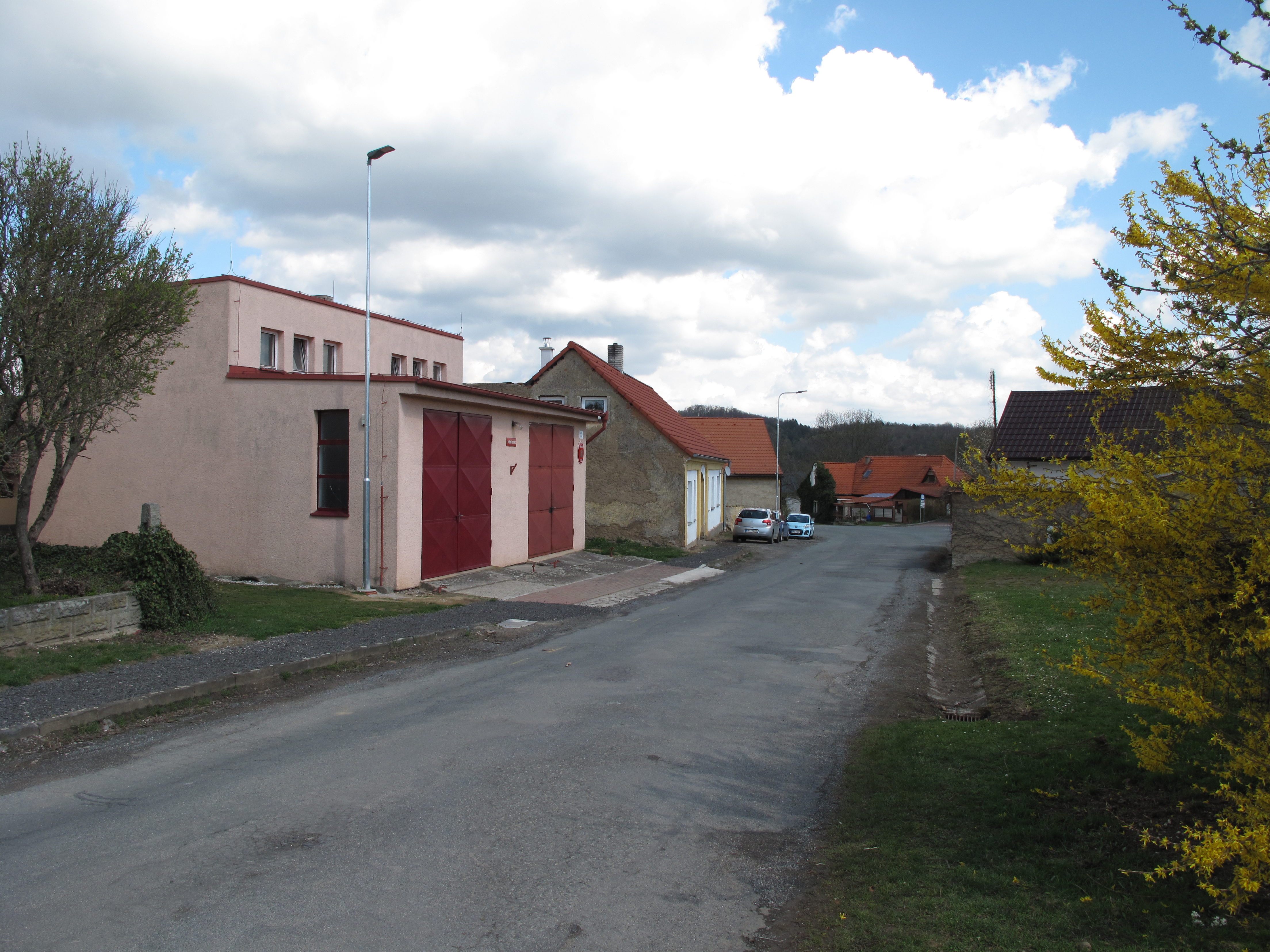
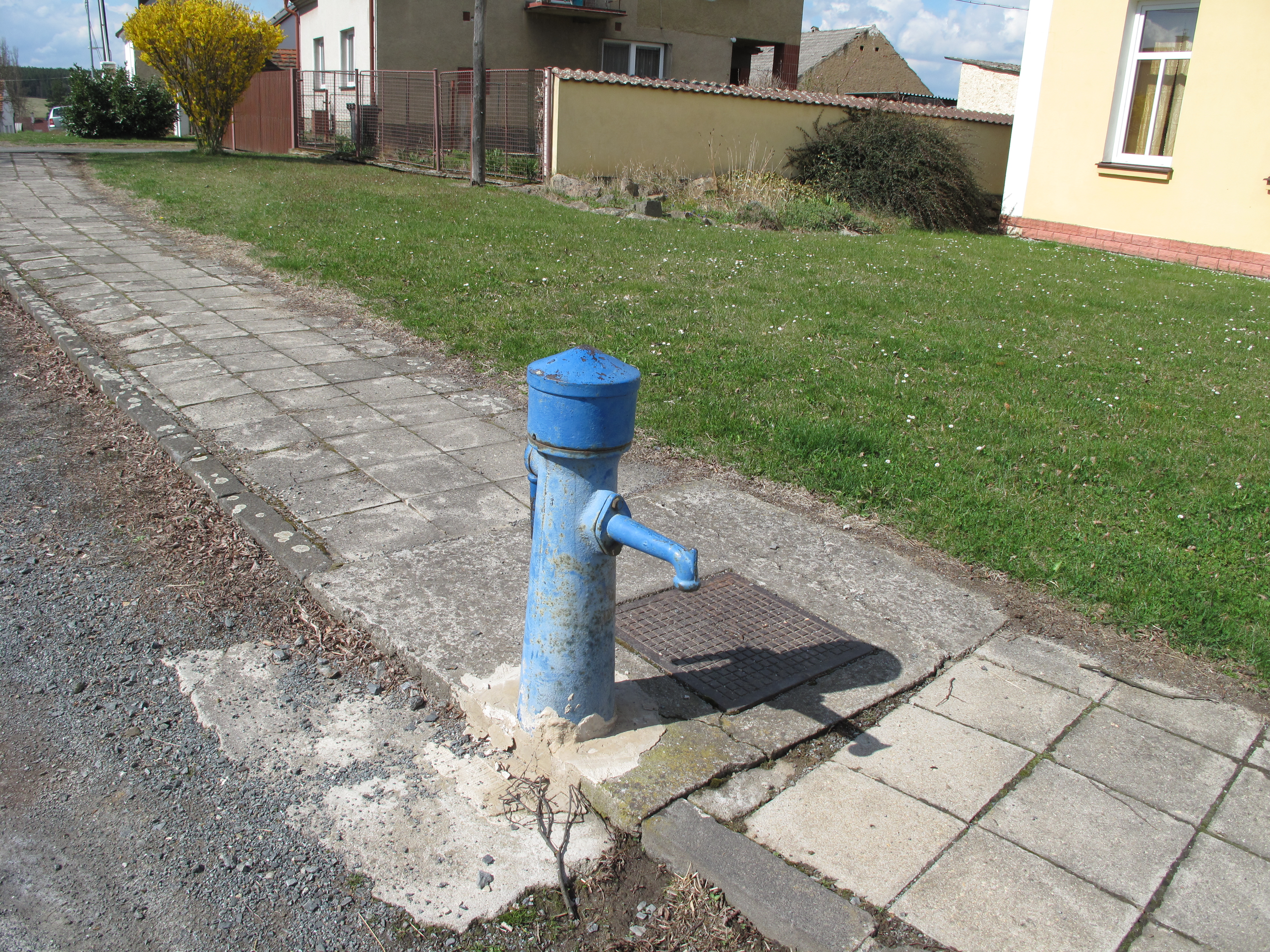